# Čelić
Čelić – miasto w Bośni i Hercegowinie, w Federacji Bośni i Hercegowiny, w kantonie tuzlańskim, w gminie Čelić. W 2013 roku liczyło 3436 mieszkańców, z czego większość stanowili Boszniacy.